# Brahim Konaté
Brahim Konaté (Montfermeil, Francia, 20 de marzo de 1996) es un futbolista franco-malí que juega de centrocampista en el Hapoel Afula de la Liga Leumit.

## Trayectoria
Formado en las categorías inferiores del A. J. Auxerre, estuvo en el club hasta que en 2018 fichó por el Chamois Niortais F. C. Entre estos dos equipos jugó más de cien partidos en la Ligue 2 francesa.
El 31 de agosto de 2021 se comprometió con el Club de Fútbol Fuenlabrada por un año más dos opcionales. En el primero de ellos el equipo no pudo mantenerse en la Segunda División, por lo que optó por no seguir y firmar en agosto con el C. F. Rayo Majadahonda para la temporada 2022-23. En la primera parte de la misma jugó siete partidos y en diciembre acordó rescindir su contrato.
En febrero de 2023 inició una nueva etapa en el fútbol lituano después de fichar por el F. K. Kauno Žalgiris. Apenas estuvo unos meses, ya que en agosto se marchó a Israel para jugar en el Hapoel Afula.

## Selección nacional
En 2016 debutó con la selección sub-20 de Francia, con la que jugó seis partidos.

## Clubes
| Club                   | País     | Año       |
| ---------------------- | -------- | --------- |
| A. J. Auxerre "II"     | Francia  | 2013-2015 |
| A. J. Auxerre          | Francia  | 2015-2018 |
| Chamois Niortais F. C. | Francia  | 2018-2021 |
| C. F. Fuenlabrada      | España   | 2021-2022 |
| C. F. Rayo Majadahonda | España   | 2022      |
| F. K. Kauno Žalgiris   | Lituania | 2023      |
| Hapoel Afula           | Israel   | 2023-     |